# 이현주 (탁구 선수)
이현주(1992년 ~ )는 대한민국의 여자 탁구 선수이다. 2017년 12월 현재 한국마사회 소속이다. 2017년 4월 중국 우시에서 열린 아시아 탁구 선수권 대회에서 양하은, 김경아, 이시온, 서효원과 함께 여자 단체전 동메달을 획득하였다.